# Futbolniy Klub Lokomotiv
O Futbolniy Klub Lokomotiv, mais conhecido como Lokomotiv Moscou (português brasileiro) ou Lokomotiv de Moscovo (português europeu), em russo: Футбольный клуб «Локомотив» Москва, é um clube de futebol russo da cidade de Moscou, um dos mais bem sucedidos do país. 
É tricampeão russo, pelas temporadas de 2002, 2004 e 2017/18 e vencedor de nove copas russas, em 1996, 1997, 2000, 2001, 2007, 2015, 2017, 2019 e 2021, além das duas copas soviéticas conquistadas em 1936 e 1957. Foi o primeiro clube russo a conquistar um copa nacional, no ano de 1936.
O Lokomotiv foi fundado pelos ferroviários da União Soviética. O clube teve grande participação no processo de popularização do futebol, iniciado no início dos anos 1920, o que faz com que os rivais e demais clubes tenham um grande respeito pelo Lokomotiv. A tradição ferroviária ainda é forte no clube, que é patrocinado pela companhia de Ferrovias Russas.

## História
O Lokomotiv Moscou foi fundado em 1923, com o nome de Clube da Revolução de Outubro. Em 1936, com a criação do Campeonato Soviético, o Lokomotiv passou a utilizar o nome atual. O clube foi fundado por trabalhadores do setor ferroviário da Rússia, em uma época em que a prática do futebol era restrita aos militares e membros da polícia, o que fez com que clubes fundados fora desse meio fossem perseguidos pelas autoridades, como foi o caso do Lokomotiv.
Nos primeiros anos de sua fundação como clube profissional, o Lokomotiv não deixou a desejar. Em 1936, tornou-se o primeiro campeão nacional de futebol da União Soviética. Em 1957, os ferroviários repetiram o feito. Após dois anos, pela primeira vez em sua história, o Lokomotiv conquistou o vice-campeonato soviético.
Muitos futebolistas do Lokomotiv jogaram pela seleção soviética, inclusive durante as olimpíadas. Valentin Bubukin, vencedor do Campeonato Europeu de Futebol de 1960, defendia o Lokomotiv, assim como o lendário Vladimir Maslachenko. Durante o período soviético, muitos dos mais renomados treinadores do futebol russo passaram pelo Lokomotiv, como o tricampeão pelo Dínamo de Moscou, Gavriil Kachalin, e o ídolo do Spartak, Konstantin Beskov.
Com a fundação do Campeonato Russo, o Lokomotiv passou a brilhar entre os mais fortes clubes do país. Os ferroviários tornaram-se campeões nacionais em duas ocasiões, 2002 e 2004, e venceram a Copa da Rússia cinco vezes, em 1996, 1997, 2000, 2001 e 2007. Em duas ocasiões, 1997-98 e 1998-99, o Lokomotiv foi semifinalista da Taça dos Clubes Vencedores de Taças da UEFA, na melhor campanha da equipe em competições europeias. Na temporada 2003-04 da Liga dos Campeões da UEFA, chegou às oitavas-de-final, após golear a Internazionale por 3 a 0.
O principal patrocinador da equipe é a companhia de Ferrovias Russas.
No campeonato de 2005, o Lokomotiv foi o líder do campeonato pela maior parte do ano, mas perdeu nos últimos jogos e deixou o CSKA o ultrapassar, terminando em terceiro lugar. Desde então, as campanhas do Lokomotiv não vêm sendo satisfatórias.

## Rivalidades
Os rivais para o Lokomotiv são tradicionalmente o Torpedo, e, de acordo com alguns fãs, o Saturn. Após a saída destes clubes da Premier League russa para divisões inferiores, os confrontos com o Spartak, o CSKA, o Dynamo e o Zenit, principalmente devido à competição desportiva, começaram a crescer.

## Títulos
| Títulos nacionais da Rússia (a partir de 1992)   | Títulos nacionais da Rússia (a partir de 1992) | Títulos nacionais da Rússia (a partir de 1992) | Títulos nacionais da Rússia (a partir de 1992)                                   |
| País                                             | Competição                                     | Títulos                                        | Temporadas                                                                       |
| ------------------------------------------------ | ---------------------------------------------- | ---------------------------------------------- | -------------------------------------------------------------------------------- |
|                                                  | Campeonato Russo                               | 3                                              | 2002, 2004 e 2017-18                                                             |
|                                                  | Copa da Rússia                                 | 9                                              | 1995-96, 1996-97, 1999-00, 2000-01, 2006-07, 2014-15, 2016-17, 2018-19 e 2020-21 |
|                                                  | Supercopa da Rússia                            | 3                                              | 2003, 2005 e 2019                                                                |
| Títulos nacionais da União Soviética (1936-1991) |                                                |                                                |                                                                                  |
| País                                             | Competição                                     | Títulos                                        | Temporadas                                                                       |
|                                                  | Copa da União Soviética                        | 2                                              | 1936 e 1957                                                                      |

Outros títulos

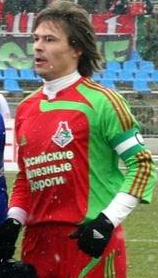
Dmitri Loskov, maior ídolo do Lokomotiv em sua história moderna.

- Copa do União Internacional de Caminhos de Ferro - 1974, 1976, 1979, 1983, 1987
- Copa do Comunidade - 2005
- Marbella Cup - 2015

Futebol de Praia
O BSC Lokomotiv de Moscovo é um time profissional de futebol de praia associado ao clube de futebol FC Lokomotiv Moscow e é considerado um dos maiores clubes no mundo de beach soccer. O clube possui títulos regionais, nacionais, continentais e um mundial da categoria.

## Elenco atual
Atualizado em 10 de março de 2025.

## Uniformes

### Uniformes dos jogadores
- 1º Uniforme - Camisa verde, calção e meias vermelhas;
- 2º Uniforme - Camisa branca, calção e meias brancas;
- 3º Uniforme - Camisa cinza, calção e meias cinzas.

| 1º Uniforme | 2º Uniforme | 3º Uniforme |

### Uniformes dos guarda-redes
- Camisa preta, calção e meias pretas;
- Camisa azul, calção e meias azuis;
- Camisa amarela, calção e meias amarelas.

| Cores do Time · Cores do Time · Cores do Time · Cores do Time · Cores do Time | Cores do Time · Cores do Time · Cores do Time · Cores do Time · Cores do Time | Cores do Time · Cores do Time · Cores do Time · Cores do Time · Cores do Time |

### Uniformes anteriores
- 2018-19

| 1º Uniforme | 2º Uniforme | 3º Uniforme | Alternativo |

- 2017-18

| 1º Uniforme | 2º Uniforme | 3º Uniforme |

- 2016-17

| 1º Uniforme | 2º Uniforme | 3º Uniforme | 4º Uniforme |

- 2015-16

| 1º Uniforme | 2º Uniforme | 3º Uniforme |

- 2014-15

| 1º Uniforme | 2º Uniforme | 3º Uniforme |

- 2013-14

| 1º Uniforme | 2º Uniforme | 3º Uniforme |

- 2012-13

| 1º Uniforme | 2º Uniforme | 3º Uniforme |

- 2011-12

| 1º Uniforme | 2º Uniforme | 3º Uniforme |

- 2010-11

| 1º Uniforme | 2º Uniforme | 3º Uniforme |

- 2009-10

| 1º Uniforme | 2º Uniforme |

- 2008-09

| 1º Uniforme | 2º Uniforme |

- 2007-08

| 1º Uniforme | 2º Uniforme | 3º Uniforme | 4º Uniforme |

- 2006-07

| 1º Uniforme | 2º Uniforme |